# Hugo Boss (person)
 Denne artikel omhandler grundlæggeren af Hugo Boss. Opslagsordet har også en anden betydning, se Hugo Boss.
Hugo Ferdinand Boss (født 8. juli 1885 i Metzingen, død 9. august 1948) var grundlæggeren af tøjfirmaet Hugo Boss.

## Biografi
Hugo Boss var søn af Heinrich Boss og Luise, født Münzenmayer. Boss gik efter realskolen i lære i Bad Urach. Han fik sine første erfaringer fra beklædningsindustrien ved væveriet J. J. Wendler i Metzingen i 1902. Efter at have aftjent sin værnepligt mellem 1903 og 1905 arbejdede han for et væveri i Konstanz.
I 1908 overtog Hugo Boss forældrenes manufakturvareforretning i Metzingen. Han giftede sig samme år med Anna Katharina Freysinger. Han fik en datter, Gertrud, som i 1931 giftede sig med forretningsmanden Eugen Holy, der var gået ind i firmaet Hugo Boss under den økonomiske depression nogle år forinden.
I 1914 blev Boss indkaldt til at gøre tjeneste i 1. verdenskrig som oversergent, og gjorde tjeneste frem til 1918. Efter 1. verdenskrig grundlagde han Schneiderei Hugo Boss i Metzingen, et skrædderi som producerede bl.a. skjorter og arbejdstøj. I 1924 etablerede han en beklædningsfabrik sammen med to kompagnoner. I 1930'erne og 1940'erne lavede firmaet særlige uniformer til det tyske forsvar og diverse naziorganisationer, men også for postvæsenet og jernbanen.

## Parti
I 1931 blev Boss medlem af NSDAP, i 1936 Deutsche Arbeitsfront (DAF), i 1939 Reichsluftschutzbund og i 1941 Nationalsozialistische Volkswohlfahrt. Desuden var han medlem af NS-Reichskriegerbund og Reichsbund für Leibesübungen (hvor han havde været medlem af forgængerorganisationen i kejserriget). Ifølge egne oplysninger var han også støttemedlem i SS, men uden selv at gå ind i organisationen. Efter krigen blev han i en afnazifiseringsproces betegnet som "belastet" og pålagt diverse sanktioner, men senere som "medløber".

## Efterkrigstid og død
Efter 1945 arbejdede Boss med produktion af arbejdstøj i Metzingen, men af helbredsmæssige årsager var han fra 1. oktober 1945 kun næstkommanderende i forretningen. I 1948 overtog sønnen Siegfried og svigersønnen Holy ledelsen af selskabet.
Hugo Boss døde 9. august 1948 som 63-årig.